# Мохаммед Сидик Хан
Мохаммед Сидик Хан (20 октября 1974, Лидс — 7 июля 2005, Лондон) — террорист-смертник, участник массовых убийств в Лондоне 2005 года; старший из четырёх террористов.
1 сентября 2005 появилась видеозапись Сидик Хана, в которой он рассказывал о мотивах нападения. В видеоролике прозвучала такая фраза:

Я, и тысячи таких как я, оставили всё ради нашей веры.
… Ваше демократически избранное правительство непрерывно совершает злодеяния против моих людей во всем мире. Ваша поддержка делает вас непосредственно ответственными. Мы в состоянии войны, и я — солдат. Теперь вы также испытаете действительность этой ситуации.

Видеозапись была показана на канале Аль-Джазира. Однако британское правительство не придало значение этому факту. Министерство внутренних дел посчитало, что запись была отредактирована после терактов и отклонило это как свидетельство причастности Аль-Каиды.
Был прихожанином мечети Stratford Street mosque в Бистоне, районе Лидса.

## Биография
Родился в институтском госпитале Святого Джеймса в Лидсе (графство Уэст-Йоркшир). Его отец — Хан Тик родом из Пакистана, работал рабочим на литейном заводе. Мать — Мамида Бегум. Детство провёл в Бистоне — районе Лидса. Среднее образование получил в «South Leeds High School», бывшая средняя школа Мэтью Марри, в которой также учился Хасиб Хусейн, который в будущем станет соучастником терактов. После окончания школы поступил в Городской университет Лидса. Здесь он познакомился с Фаридой Пател (погибла в августе 2005), мусульманкой из Индии. В 2001 году они сочетались браком, в мае 2004 у них родилась дочь Мариям.
Сидик Хан работал в начальной школе «Hillside Primary School» в Лидсе как «школьник-наставник» с детьми иммигрантских семей, которые только что прибыли в Великобританию. Коллеги Сидик Хана рассказывали о нём, что он был тихим человеком, который не говорил о своих религиозных или политических взглядах. В июле 2004 он был представлен членам Парламента Великобритании Хилари Бенну и Джону Трайкетту в ходе посещения его школой Палаты общин. Работал Также в «Оздоровительном центре Хамара» в Бистоне (англ. «Hamara Healthy Living Centre»). После июльских событий в Лондоне сотрудники центра здоровья сообщили, что двое из «лондонских взрывателей»: Шехзад Танвер и Хабиб Хусейн, часто посещали центр. По словам знакомого Сидик Хана, который разговаривал с журналистами газеты The Guardian, он использовал центр для вербовки, поскольку там бывало много молодёжи и подростков.
В начале 2005 переехал в Дьюсбери недалеко от Лидса.
Утром 7 июля 2005 Сидик Хан доехал на машине с тремя сообщниками до города Лутон (графство Бедфордшир). Там они пересели на поезд и сошли с него на вокзале Кингс-Кросс в Лондоне. Сидик Хан спустился в Лондонский метрополитен и сел на поезд кольцевой линии по направлению к станции Эджвар-роуд (см. схему ниже). Бомба взорвалась в 8.50 утра, как только поезд отъехал от станции Эджвар-роуд. Личные документы Хана были найдены в поезде.

Схема линии метро.

## Расследование
Сидик Хан регулярно посещал Пакистан и Афганистан. Подозревается, что с целью подготовки на учебных базах террористов. Согласно израильской газете Mаарив, во время краткосрочного посещения Израиле на одну ночь 19 февраля 2003, помог спланировать теракт 30 апреля 2003 в баре «Mike’s Place bar» в Тель-Авиве, где были убиты трое израильтян.
Также подозревается в связях с индонезийской террористической группой Джемаа Исламия и был непосредственно замешан в теракте 2002 года на острове Бали.
Американские спецслужбы сообщили, что Сидик Хан был известен Мохаммеду Джанэйду Бабару, который признал себя виновным в США в обеспечении материальной поддержки Аль-Каиды. Бабар признал, что познакомился с Сидик Ханом в Пакистане. Бабар также признался, что участвовал в разработке плана по взрыву пабов, вокзалов и ресторанов в Великобритании.